# Перша чехословацька республіка
Перша чехословацька республіка (чеськ. První československá republika, словац. Prvá československá republika, Prvá česko-slovenská republika, часто в розмовній мові називають Перша республіка (чеськ. První republika; словац. Prvá republika), офіційна назва Чехословацька Республіка) — назва першої чехословацької держави, яка існувала у 1918–1938 рр. Наступна доба від окупації Судетів і до загарбання решти республіки означується як Друга республіка. Така назва похідна від Франції, де республіки беруть відлік від Великої французької революції. Державу зазвичай називали Чехословаччиною (чеськ. Československo), яка складалася з Богемії, Моравії, Чеської Сілезії, Словаччини й Підкарпатської Русі.
Після 1933 Чехословаччина залишилася єдиною de facto діючою демократією в Центральній Європі, організованою як парламентська республіка. У вересні 1938 Нацистська Німеччина анексувала Судетську область (згідно з рішеннями Мюнхенської угоди за участю Франції, Великої Британії, Італії, без участі представників Чехословацької республіки). Це фактично поклало край Першій чехословацькій республіці, яку змінила недовготривала Друга чехословацька республіка. Польща окупувала Тешинську область, а південну частину Словаччини й Підкарпатську Русь анексувала Угорщина (Перший Віденський арбітраж).

## Історія
Чехословаччина була заснована 28 жовтня 1918, реалізуючи Піттсбурзькі угоди — угоди про створення спільної держави, підписані в США 30 травня 1918 між чеськими і словацькими іммігрантами. До складу нової держави увійшли терени Цислейтанії: Богемія, Моравія, Чеська Сілезія, Транслейтанії: Словаччина («Верхня Угорщина») і Підкарпатська Русь, Німецької імперії: Глучинська Сілезія. Провідною ідеєю була у чеської еліти створення панслов'янської держави, у словацької — вирватися з-під угорського панування. Провідним будівничим об'єднання був чеський політичний діяч і перший президент Томаш Гарріг Масарик, а також Едвард Бенеш (який пізніше став президентом) і словак Мілан Растіслав Штефаник.
Державні кордони були встановлені договорами: Версальським (1919), Сен-Жерменським і Тріанонським (1920). У 1920 до складу Чехословаччини увійшли також Тешинська Сілезія, Спиш і Орава, і невеликі терени Нижньої Австрії і Прусської Сілезії.
З самого початку існування держави постало Тешинське питання між Польщею і Чехословаччиною.
У міжвоєнний період Чехословаччина була однією з найбільш економічно і технологічно розвинених держав Європи, хоча існували корінні відмінності в рівні розвитку її складових, мала політичну стабільність і до кінця свого існування залишалася єдиною демократичною країною Центральної Європи. Інші східноєвропейські держави мали авторитарні і диктаторські режими.
Протягом міжвоєнного періоду були невдалі спроби створити «чехословацьку національну самосвідомість» та «чехословацьку мову» — т. зв. «ідея чехословакізму». Офіційна доктрина чехословацької нації була пов'язана з тим, що в Чехословаччині було більше німців, ніж словаків.

## Населення
Національний склад Чехословаччини станом на 1921 р. (разом: 13 410 750)
- чехи та словаки — 8 760 937 (65,33 %)
- німці — 3 123 568 (23,29 %)
- угорці — 745 431 (5,56 %)
- українці/русини  — 461 849 (3,44 %)
- євреї — 180 855 (1,35 %)
- інші — 238 080 (1,77 %)

В тому числі на території Підкарпатської Русі проживало 592 044 осіб, з того:
- українці/русини  — 372 884
- угорці — 102 144
- євреї — 80 059
- чехи та словаки — 19 737
- німці — 10 460
- інші — 6 760

## Економіка
Нова Чехословацька Республіка з населенням понад 13,5 млн осіб успадкувала від Австро-Угорщини порцелянову і скляну промисловість, цукрові заводи; понад 40 % винокурних і пивоварних заводів; «Škoda Holding» Пльзені, яка виробляла озброєння, локомотиви, автомобілі, машини; хімічну промисловість північної Чехії. 17 % вартості всієї угорської промисловості, яка склалася у Словаччині наприкінці XIX століття, також перейшла до Чехословацької республіки. Чехословаччина була однією з десяти найбільш промислово розвинених держав у світі на той час.

## Політика

### Зовнішня політика
Чехословаччина була членом Малої Антанти, у міжнародній політиці не протидіяла проекту Міжмор'я, тому не мала добрі сусідські стосунки з Польщею та Угорщиною. Було обрано військовий союз з Францією та Радянським Союзом, який у вирішальний момент виявився неефективним. У 1938 р., після втрати Судетів, держава була перетворена на Друга чехословацька республіка.